# Jackie Mekler
Jack „Jackie“ Mekler (* 4. März 1932 in Johannesburg; † 1. Juli 2019 in Kapstadt) war ein südafrikanischer Marathon- und Ultramarathonläufer.

## Leben
Jackie Mekler wurde 1952 Siebter beim Comrades Marathon über knapp 90 Kilometer, wurde Marathonmeister von Süd-Transvaal in 2:42:57 h und siegte beim Durban Athletic Club Marathon. 1953 wurde er Fünfter beim Comrades Marathon und verteidigte seine beiden Marathontitel.
1954 verbesserte er sich bei einem Marathon in Port Elizabeth auf 2:28:58 h und wurde eine Woche später Südafrikanischer Marathonmeister in 2:35:26 h. Beim Marathon der British Empire and Commonwealth Games in Vancouver gewann er Silber, und im Herbst siegte er erneut bei der Süd-Transvaal-Meisterschaft und beim Durban Athletic Club Marathon.
1957 wurde er erneut nationaler Marathonmeister. 1958 folgte einem dritten Platz bei der Südafrikanischen Marathonmeisterschaft sein erster Sieg beim Comrades Marathon. 1959 wurde er Dritter beim Comrades Marathon.
1960 wurde er Zweiter bei der Südafrikanischen Marathonmeisterschaft, blieb beim Comrades Marathon mit 5:56:32 h als erster bei der Up-Run-Strecke unter sechs Stunden und gewann das London to Brighton Race.
1962 wurde er Zweiter beim Comrades Marathon, und 1963 stellte er bei diesem Rennen mit 5:51:20 h einen Streckenrekord für den Down Run auf.
1964 wurde er mit seiner persönlichen Bestzeit von 2:27:54 h Zweiter bei der Südafrikanischen Marathonmeisterschaft für Weiße. Beim Comrades Marathon siegte er zum vierten Mal. 1965 wurde er dort Zweiter, 1968 zog er mit seinem fünften Triumph mit den vorherigen Rekordsiegern Arthur F. H. Newton, Hardy Ballington und Wally Hayward gleich, und 1969 wurde er Dritter.
Im Mai 2019 veröffentlichte Mekler seine Autobiografie Running Alone. Jackie Mekler starb am 1. Juli 2019 in Kapstadt mit 87 Jahren im Schlaf.